# 시몬느 파리
시몬느 파리(Simone Paris, 1909년 9월 10일 ~ 1985년 12월 17일)는 프랑스의 배우이다.
파리 1구에서 태어났으며 망트라졸리에서 사망하였다.

## 영화
- 엑스트라 인생 (1973년)
- 떼레즈와 이자벨 (1968년)
- 남과 여 (1966년)
- 도박사 봅 (1955년) - 이본 역
- 파리의 하늘 아래 (1954년)
- 몬테 크리스토 백작 (1954년)